# Phoenix Rising (Deep Purple)
Phoenix Rising è un album dal vivo e album-video del gruppo rock britannico Deep Purple, pubblicato nel 2011.

## Tracce

### DVD/Blu-Ray
Rises Over Japan (Concerto)
1. Burn
2. Love Child
3. Smoke on the Water
4. You Keep on Moving
5. Highway Star

Gettin' Tighter 
1. 80 minute music documentary

Extras
- Jakarta, December 1975: Interview with: Jon Lord, Glenn Hughes
- Come Taste the Band - Electronic Press Kit. (Track by track interview with Jon Lord and Glenn Hughes)

### CD/Doppio LP
1. Burn
2. Getting Tighter
3. Love Child
4. Smoke on the Water + Georgia
5. Lazy + Drum solo
6. Homeward Strut
7. You Keep on Moving
8. Strombringer

## Formazione
- Tommy Bolin - chitarra, voce
- David Coverdale - voce
- Glenn Hughes - basso, voce
- Jon Lord - tastiera, organo, cori
- Ian Paice - batteria, percussioni